# Leaf Daniell
Cyrus Leaf Daniell (Tooting, 1877 – Eddleston, 1913. február 28.) olimpiai ezüstérmes angol párbajtőrvívó. Húga Gladys Daniell olimpikon tőrvívónő.